# (264020) Stuttgart
(264020) Stuttgart est un astéroïde de la ceinture principale.

## Description
(264020) Stuttgart est un astéroïde de la ceinture principale. Il fut découvert le 17 août 2009 à Tzec Maun par Erwin Schwab. Il présente une orbite caractérisée par un demi-grand axe de 2,45 UA, une excentricité de 0,11 et une inclinaison de 6,7° par rapport à l'écliptique.

## Compléments